# Козьмін-Великопольський
Козьмін Великопольський (пол. Koźmin Wielkopolski) — місто в західній Польщі, на річці Орля.

## Демографія
Демографічна структура станом на 31 березня 2011 року:
|          | Загалом | Допрацездатний вік | Працездатний вік | Постпрацездатний вік |
| -------- | ------- | ------------------ | ---------------- | -------------------- |
| Чоловіки | 3255    | 670                | 2240             | 345                  |
| Жінки    | 3471    | 585                | 2047             | 839                  |
| Разом    | 6726    | 1255               | 4287             | 1184                 |